# Noël Seiler
Noël Seiler, född 8 augusti 2001, är en schweizisk innebandyspelare som spelar i Team thorengruppen innebandy i Ssl och Schweiz landslag.

## Karriär

### Klubblag
Seiler började spela innebandy i Unihockey Mittelland och gick därifrån till Floorball Köniz. 2018 flyttade han till Grasshopper Club Zürich och debuterade i högstaligan 2020.

### Landslag
I november 2022 var Seiler en del av Schweiz trupp vid hemma-VM 2022.